# La Comer
Grupo La Comer (nombre comercial de Comercial City Fresko, S. de R.L. de C.V.; subsidiaria completa de La Comer, S.A.B. de C.V.), es una cadena mexicana de supermercados, con presencia en diversos estados de la República Mexicana, principalmente en la zona centro del país. La empresa fue fundada el 4 de enero de 2016 en la Ciudad de México con la antigua y original denominación de “Controladora Comercial Mexicana”. Sin embargo, la compañía actual nace de la escisión legal en dos partes de la compañía original, donde administra 54 tiendas de los formatos de supermercado City Market, Fresko, Sumesa y un nuevo formato, La Comer.

## Historia[1]
- 1930:  Antonino González Abascal funda junto a sus hijos Antonino, Carlos, José, Jaime y Guillermo, la primera Comercial Mexicana. Al principio, era una tienda especializada en jarcias, jergas y telas.
- 1962: La tienda se expande por la ciudad, inaugurando la sucursal “Insurgentes”; con la imagen del pelícano que distinguiría. Para 1964, ya funcionaban las sucursales de Asturias, Pilares y La Villa.
- 1969: inauguran su primer sucursal fuera de la Ciudad de México, en Irapuato, Guanajuato.
- 1981: Comercial Mexicana, en su proceso de expansión, adquiere la cadena  “Supermercados, S.A.” (al día de hoy, Tiendas Sumesa). Al año siguiente, empieza operaciones Restaurantes California.
- 1989: Se crea el formato Bodega Comercial Mexicana, un modelo más accesible de tienda.
- 1991: Se crea la asociación con Costco Wholesale, por medio del contrato joint venture.[2]
- 1993: Se crea el formato Mega Comercial Mexicana, un modelo más amplio de tienda.
- 2006: Hasta este año, Grupo Comercial Mexicana cuenta con más de 170 tiendas entre Megas, Tiendas, Bodegas, Sumesa y 3 centros de distribución. Además se crea el formato City Market, el formato prémium de la cadena.
- 2009: Se crea el formato Fresko, un formato de tienda ubicado en zonas con población de ingresos medios y altos.
- 2012: El 14 de julio de 2012, Controladora Comercial Mexicana vende la participación de Costco México a su filial de Estados Unidos Costco Wholesale Corporation por 12791 millones de pesos mexicanos.
- 2014: El 21 de agosto de 2014, Controladora Comercial Mexicana vende Restaurantes California y Beer Factory a Grupo Gigante y Toks por 1,061 millones de pesos mexicanos.
- 2016: Grupo La Comer vende 143 tiendas del modelo original Controladora Comercial Mexicana a Tiendas Soriana al igual que la marca "MEGA".

A la fecha sus acciones cotizan en la Bolsa Mexicana de Valores con el nombre de pizarra: LACOMUBC:MM. 
El logotipo de esta empresa es una variante de la original, y con el nombre "La Comer" en lugar del clásico "Comercial Mexicana". 
El logo y la marca originales fueron usados temporalmente por 24 meses en las tiendas adquiridas por Soriana mientras se llevaba a cabo el proceso de transición. Pasado dicho plazo La Comer obtuvo de nuevo los derechos de uso del logo y marca originales pero hasta la fecha no existen planes para su explotación.

## Competidores

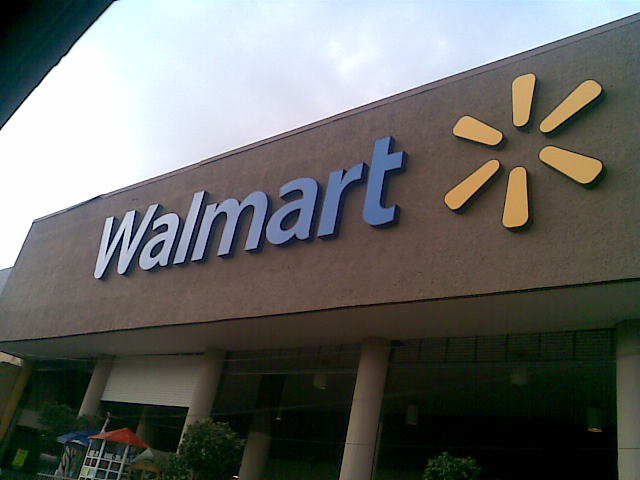
Walmart, su principal competidor.

A nivel nacional, el Grupo La Comer compite empresarialmente con diversas empresas de mayor tamaño en el rubro:
- Walmart de México y Centroamérica, líder minorista a nivel nacional y con fuerte presencia en todos los estados de la república, sobre todo en el centro de México.
- Organización Soriana, con sus formatos Soriana Híper, MEGA Soriana, Soriana Súper, Soriana Mercado y Soriana Express. Esta última adquirió en 2008 las Tiendas Gigante, lo cual duplicó su presencia en el país y le permitió entrar al Distrito Federal. Sin embargo, hasta principios del 2008, había una alianza con Soriana, Comercial Mexicana y Gigante para competir empresarialmente contra Walmart.[3] Soriana es también la propietaria de la segunda empresa surgida de la escisión de activos de la Comercial Mexicana original (antes de 2016), y por lo tanto, es dueña de la mayoría de las tiendas que antes estaban en manos de La Comer. Por dicha transacción fue que también nació el formato MEGA Soriana, el cual se está asignando a distintas tiendas que hasta hoy eran tanto MEGA Comercial Mexicana, Comercial Mexicana o Soríana Híper.
- Chedraui con sus formatos Selecto Chedraui, y Súper Chedraui gracias a que en el año 2005 Chedraui compró a la cadena francesa Carrefour todas sus sucursales en el país, lo que le permitió operar en el Distrito Federal, Estado de México y estados como Querétaro, Guanajuato, Jalisco, etc, quienes contaban con la presencia de Carrefour. Su principal presencia se encuentra en el centro, sur y sureste de México.

Otros competidores de un tamaño similar o más pequeños, son Casa Ley (en el noroeste de México), Calimax (en Baja California, México) y H-E-B (en el noreste de México), así como cadenas locales estatales de supermercados.

## Formatos
A partir del 4 de enero de 2016 nace la nueva empresa "La Comer", sucesora de la compañía original fundada en 1930, la cual tiene contemplado manejar los cuatro rentables formatos de la empresa, identificados como City Market, Fresko, Sumesa y el nuevo ente, conocido como “La Comer”. A diferencia de la anterior empresa, no ofrecerá descuentos masivos sino exclusivamente en El Buen Fin y su nuevo concepto de temporada de ofertas, Temporada Naranja (campaña publicitaria nacional, sucesora de Julio Regalado); además de que la nueva tienda ya no ofrecerá ropa ni calzado en sus nuevos formatos. Según ha anunciado, la empresa indica que contará con 54 unidades.
Se rumoró que las tiendas Sumesa puedan desaparecer por los formatos nuevos de La Comer, cosa que nunca pasó.

### La Comer
En 2016, se crea el formato La Comer, conceptualizado a base de hipermercado. Son hipermercados que están enfocados a consumidores ubicados en ciudades a partir de los 100,000 habitantes en adelante, en el cual manejan divisiones de departamentos como abarrotes, perecederos, alimentos preparados, mercancías generales y artículos para el hogar. A diferencia de sus competidores, no ofrece ropa ni calzado. Su nivel de piso de ventas rondan desde los 4,000 hasta los 11,000 metros cuadrados. Sus principales competidores son tiendas con formatos similares como Soriana Híper Plus, de Organización Soriana, Walmart de Walmart de México y Centroamérica, Alsuper de Grupo Futurama y Smart & Final de Calimax en conjunto con Chedraui. Actualmente está presente en la Ciudad de México, así como en las ciudades  Cuernavaca, Querétaro, San Juan del Río, Cabo San Lucas, San José del Cabo, Uruapan, Iguala de la Independencia, Manzanillo, Irapuato, San Francisco de Campeche, Villahermosa, Monterrey, Veracruz, Guanajuato y San Miguel de Allende. Recientemente regresó con este formato a ciudades como Nuevo Vallarta en el municipio de Bahía de Banderas Nayarit; Puerto Vallarta en Jalisco y Puebla en Puebla. Fueron convertidas a La Comer todas las tiendas Comercial Mexicana, Bodega y Mega de Comercial Mexicana que fueron conservadas; excepto cuatro tiendas Comercial Mexicana (que cambiaron al formato Fresko).

### City Market
City Market fundada en 2006 es un Supermercado Gourmet (2800 m² de piso de ventas) , dirigido a un tipo de consumidor de nivel socioeconómico alto; donde existe gran variedad de elementos exclusivos en una tienda gourmet especializada, como quesos, mermeladas, vinos, licores y especias exóticas. Cuentan con área de Cafetería, Gelateria, Pintxos y Bar do Mar. 
Existen trece sucursales, ubicadas en distintos puntos del país. Con este formato, se pretende hacer competencia directa contra Liverpool y El Palacio de Hierro; como tienda de autoservicio, compiten principalmente con Soriana Súper VIP de Tiendas Soriana y Selecto Chedraui de Chedraui. Actualmente la tienda sólo está disponible en la Ciudad de México; en Querétaro, en el Centro Comercial Antea LifeStyle Center; en Guadalajara, en el centro comercial Plaza Patria; en Puebla en el Centro Comercial Solesta; en Cuernavaca en Río Mayo en la colonia Vista Hermosa; en Metepec en el Estado de México, San Miguel de Allende en Guanajuato y en San Pedro Garza García de la Zona metropolitana de Monterrey en el estado de Nuevo León, siendo esta última la sucursal más grande y con un concepto de decoración diferente, fue parte de su regreso triunfal de La Comer a este estado regiomontano. 

### Fresko
En 2009, se crea el formato Fresko; enfocado a los departamentos de abarrotes, perecederos y, de forma limitada, artículos de mercancías generales. Son supermercados cuyo piso de ventas van desde los 1,500 hasta los 4,500 metros cuadrados, en el cual se crearon con el objetivo de proporcionar compras ágiles y rápidas. Se eligen ciudades donde se geste el crecimiento vertical que experimenten las mismas. En su perfil de supermercado, compite contra Súper Chedraui de Chedraui, Walmart Express de Walmart de México y Centroamérica, Soriana Súper de Tiendas Soriana y Fresh Marker Súper Ley de Casa Ley. Actualmente este formato de tiendas tiene presencia en La Zona Metropolitana del Valle de México, así como en las ciudades de Querétaro, León, La Zona Metropolitana de Guadalajara, La Zona Metropolitana de Monterrey, Cuernavaca, Mérida, Cancún, Campeche, Culiacán, Los Cabos, Valle de Bravo y San Luis Potosí. Fueron convertidas a Fresko cuatro tiendas de Comercial Mexicana.

### Sumesa
Controladora Comercial Mexicana había comprado en 1981 los supermercados Sumesa; considerada la primera cadena de autoservicios que existió en México, creada en 1945. Estas tiendas se dirigen al nivel socioeconómico medio y alto, ofreciendo abarrotes y perecederos; y se instalan en zonas de alta densidad de población, muchas sucursales carecen de estacionamientos. Compite con Soriana Súper de Tiendas Soriana, Walmart Express de Walmart de México y Centroamérica; y Tiendas Selecto Supercito Chedraui de Chedraui. Fue convertida a Sumesa la sucursal Al Precio Marte, de la antigua Comercial Mexicana. Según reportes de La Comer; la empresa tiene planeado desaparecer este formato, convirtiendo las sucursales a Fresko, excepto dos sucursales donde planea cambiar al formato City Market, quedando sin planeación alguna, dicha idea jamás se concretó, en 2024 se inició una planeanción de una posible expansión de tiendas.

## Información corporativa

### Marca propia
Grupo La Comer cuenta con reconocidas marcas propias, entre las que se encuentran Lafite (electrónica y tabletas), Golden Hills y KePrecio (productos varios), Pet's Club y Farmacom. Estas marcas desde su creación hasta el 4 de enero de 2016 en las antiguas tiendas Comercial Mexicana.

## Polémica
Ha surgido una gran polémica en torno a las tiendas de La Comer: en información de Forbes, los hermanos González Zabalegui, directores y consejeros de Controladora Comercial Mexicana (CCM), crearon nueve empresas fantasmas con jurisdicción en Bahamas, unos días después de que la Comisión Federal de Competencia (COFECE) le condicionara la escisión de su negocio de autoservicios. Entre las empresas involucradas en el paraíso fiscal se nombran Legon Limited, MGZ Limited, MLCB Limited, Parnasos Limited, One&Five Limited, AGZ Limited, Gonder Limited y Katonah Pot Limited.